# Jaen (Nueva Ecija)
Jaen è una municipalità di terza classe delle Filippine, situata nella Provincia di Nueva Ecija, nella regione di Luzon Centrale.
Jaen è formata da 27 baranggay:
- Calabasa
- Dampulan (Pob.)
- Don Mariano Marcos (Pob.)
- Hilera
- Imbunia
- Imelda Pob. (Doña Aurora)
- Lambakin
- Langla
- Magsalisi
- Malabon-Kaingin
- Marawa
- Niyugan
- Ocampo-Rivera District (Pob.)
- Pakol

- Pamacpacan
- Pinanggaan
- Putlod
- San Jose
- San Josef (Nabao)
- San Pablo
- San Roque
- San Vicente
- Santa Rita
- Santo Tomas North
- Santo Tomas South
- Sapang
- Ulanin-Pitak